# Abu Saʿīd Gardēzī
Abu Saʿīd ʿAbd al-Hayy ibn Dhaḥḥāk ibn Maḥmūd Gardĭzī (in persiano ابوسعید عبدالحی بن ضحاک بن محمود گردیزی‎) (Gardez, ... – 1061) è stato un geografo e storico persiano, attivo nella prima metà dell'XI secolo.
Nativo di Gardez, Afghanistan, è noto principalmente per i suoi trattati di storia islamica nell'Asia centrale e nella Persia orientale. La sua opera più importante è lo Zayn al-Akhbār (L'ornamento delle notizie).

## Biografia
Ben poche notizie si hanno sulla sua esistenza, nonostante il suo nisba indichi chiaramente la provenienza da Gardīz, nell'Afghanistan orientale, mentre il nome Zahāk/Żaḥḥāk, comune nella regione dello Zābulistān, collegherebbe la sua famiglia a quelle zone. Molto probabilmente era un alto funzionario, in contatto con la corte ghaznavide, con il suo sultano e con la sua amministrazione. Non viene tuttavia menzionato dal contemporaneo Abu’l-Fażl Bayhaqī (segretario della corte ghaznavide e storico) nei suoi scritti (o perlomeno in quello che di essi rimane). 
Gardīzī dedicò la sua opera più significativa, lo Zayn al-aḵbar al sultano ʿAbd al-Rashīd ibn Maḥmūd, probabilmente quando già era in età avanzata.